# Sveattea (Oleksandria), Rivne
Sveattea (în ucraineană Свяття) este un sat în comuna Oleksandria din raionul Rivne, regiunea Rivne, Ucraina.

## Demografie
Componența lingvistică a localității Sveattea
     Ucraineană (96,26%)
     Rusă (3,74%)
Conform recensământului din 2001, majoritatea populației localității Sveattea era vorbitoare de ucraineană (96,26%), existând în minoritate și vorbitori de rusă (3,74%).